# Iulian Raicea
Iulian Raicea, född 4 mars 1973 i Bukarest, är en rumänsk sportskytt.
Han tävlade i olympiska spelen 1992, 1996, 2000, 2004 samt 2008 och blev olympisk bronsmedaljör i snabbpistol vid sommarspelen 2000 i Sydney.